# The Fire Burns Forever
The Fire Burns Forever je singl švédské heavy metalové kapely HammerFall z šestého studiového alba Threshold. Singl vyšel 6. srpna 2006 exklusivně pro iTunes a Nuclear Blast Musicshop. Stáhnout jej bylo možné do 6. září 2006. Ke skladbě The Fire Burns Forever byl natočen i videoklip spolu se švédskými atlety. HammerFall se skladbou The Fire Burns Forever vystoupili i na zahájení mistrovství Evropy v atletice, které se v roce 2006 konalo ve Švédsku.

## Skladby
1. The Fire Burns Forever - 3:20

## Sestava
- Joacim Cans - zpěv
- Oscar Dronjak - kytara
- Stefan Elmgren - kytara
- Magnus Rosén - baskytara
- Anders Johansson - bicí